# Informační a komunikační technologie
Informační a komunikační technologie, zkráceně ICT (z anglického Information and Communication Technologies), česky též IKT, zahrnují veškeré informační technologie používané pro komunikaci a informatiku (práci s informacemi).
Původní koncept informačních technologií (IT) byl doplněn o prvek komunikace, kdy mezi sebou začaly komunikovat jednotlivé počítače či uzavřené sítě. ICT ovšem nejsou jen hardwarové prvky (počítače, servery…), ale také softwarové vybavení (operační systémy, síťové protokoly, internetové vyhledávače…). ICT se používá rovněž přeneseně, např. ve spojení ICT kompetence. Na českých školách začal předmět ICT nahrazovat dřívější výpočetní techniku či informatiku, neboť na rozdíl od nich lépe popisuje současnou realitu, kdy informace jsou s komunikací takřka nerozlučně spjaty. V moderním světě představují informační a komunikační technologie důležitou a nepostradatelnou součást státní, podnikatelské i soukromé sféry. Z tohoto důvodu patří jejich ovládání mezi klíčové kompetence.